# Cyril Errol Charles
Cyril Errol Melchiades Charles (geboren am 10. Dezember 1941 in Castries) ist ein Politiker aus St. Lucia, der nach dem Rücktritt von Sir Neville Cenac seit dem 11. November 2021 als amtierender Generalgouverneur von St. Lucia fungiert.

## Leben
Jugend und Ausbildung
Charles wurde am 10. Dezember 1941 in Castries, St. Lucia, geboren.
Er besuchte die St. Aloysius R.C. Boys' School, Castries, und studierte später am St. Mary's College, St. Lucia. In Wolsey Hall, England, schloss Charles seine Bildung in Englisch, Mathematik, Geschichte und Politikwissenschaft (einschließlich der Verfassung des Vereinigten Königreichs) ab. Er absolvierte einen Kurs im Einkommensteuerrecht und einen dreimonatigen Lehrgang zur Buchhaltung in Trinidad und Tobago.
Berufliche Laufbahn
Von 1962 bis 1992 arbeitete Charles in den unterschiedlichen  Abteilungen der Regierung von St. Lucia:
der Generalkammer für Wirtschaftsprüfung, dem Finanzamt, sowie dem Ministerium für Kommunikation, Bauwesen, Verkehr und öffentliche Versorgungsbetriebe.
Danach war er bis 2007 als Human Resources Manager in einem Unternehmen tätig und arbeitete bis 2021 als  selbständiger Steuerberater.
Amtierender Generalgouverneur
Elisabeth II., Königin von St. Lucia, ernannte Charles zum amtierenden Generalgouverneur von St. Lucia nach dem Rücktritt von Sir Neville Cenac. Charles wurde am 11. November 2021 im Government House auf St. Lucia vereidigt.